# Icimauna sarauaia
Icimauna sarauaia är en skalbaggsart som beskrevs av Martins och Maria Helena M. Galileo 1991. Icimauna sarauaia ingår i släktet Icimauna och familjen långhorningar. Inga underarter finns listade i Catalogue of Life.